# Armistice de Villafranca
Pour les articles homonymes, voir Villafranca.
 (novembre 2023).

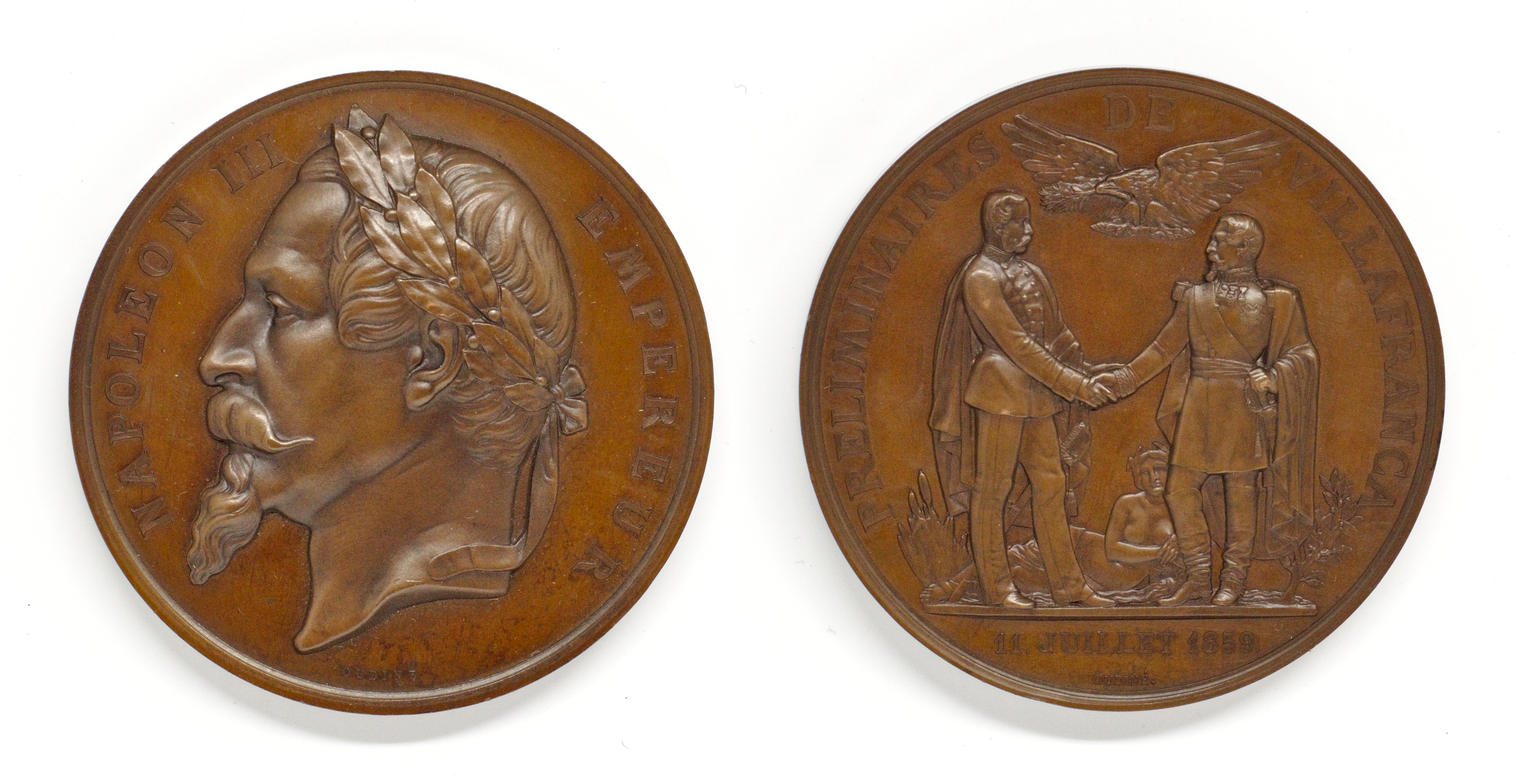
Médaille célébrant les préliminaires de Villafranca en 1859.

L’armistice et les préliminaires de Villafranca ont été signés le 11 juillet 1859 à Villafranca di Verona, en Vénétie, par la France et l’Autriche. Il met fin à la guerre austro-franco-sarde qui constitue pour l’Italie, la deuxième guerre d'indépendance italienne.
Après les difficiles batailles de Magenta (4 juin) et de Solférino (24 juin), Napoléon III, sans consulter son allié sarde Cavour, propose l’armistice le 8 juillet et une entrevue le 11 juillet à l’empereur d'Autriche François-Joseph Ier. Bien que victorieux, Napoléon III est effrayé par l’hécatombe (près de 40 000 tués ou blessés à Solférino) et l’idée de devoir continuer une campagne d'automne et d’hiver contre les Autrichiens retranchés dans le quadrilatère. De plus, le gouvernement et l’impératrice lui transmettent des informations alarmantes sur l’état de l’opinion française, qui est exécrable. En particulier, les catholiques, jusqu’alors soutien du régime impérial, craignent pour les États pontificaux et l’indépendance du pape si l’Autriche était éliminée d’Italie. Enfin, un sentiment anti-français se répand en Allemagne, où on soutient les Autrichiens. La Prusse masse près de 400 000 soldats près du Rhin, dégarni de troupes françaises.
À Villafranca, il est convenu que l’Autriche cède la Lombardie (Mantoue et Peschiera exceptées) à la France, qui la redonne au royaume de Piémont-Sardaigne. 
D'autres mesures, qui ne seront jamais appliquées du fait de la marche vers l'unification de l'Italie, sont également prévues :  création d'une confédération italienne présidée par le pape Pie IX, la Vénétie sous souveraineté autrichienne en faisant partie ; les ducs de Modène, de Parme et de Toscane, chassés par des révolutions, pourront retrouver leurs trônes.
Cavour, non consulté, démissionne le 10 juillet, alors que le roi Victor-Emmanuel II donne son accord « à titre personnel », laissant ainsi la porte ouverte à toute rétractation gouvernementale.
Ces préliminaires sont confirmés par le traité de Zurich du 11 novembre 1859.

## Commémoration
- Rue de Villafranca (Paris)